# Granulicella cerasi
Granulicella cerasi es una bacteria gramnegativa del género Granulicella. Fue descrita en el año 2014. Su etimología hace referencia a corteza de cerezo. Es aerobia e inmóvil. Tiene un tamaño de 0,5-0,8 μm de ancho por 1-1,7 μm de largo. Forma colonias circulares, lisas y de color rosa en agar R2A. Temperatura de crecimiento entre 10-30 °C, óptima de 30 °C. Catalasa negativa y oxidasa positiva. Tiene un contenido de G+C de 61,2%. Se ha aislado de la corteza de un cerezo (Prunus x yedoensis) en Tsukuba, Ibaraki, Japón.